# Sin Søsters Hævner
Sin Søsters Hævner er en amerikansk stumfilm fra 1920 af J. Gordon Edwards.

## Medvirkende
- William Farnum som Pierre Fournel
- Gladys Coburn som Kathleen Noyes
- Betty Hilburn som Gabrielle
- Paul Cazeneuve som La Touche
- Robert Cain som Rupert Blake
- Rowland G. Edwards som Rouget
- Kate Blancke som Mrs. Noyes